# ساموئل فوکس

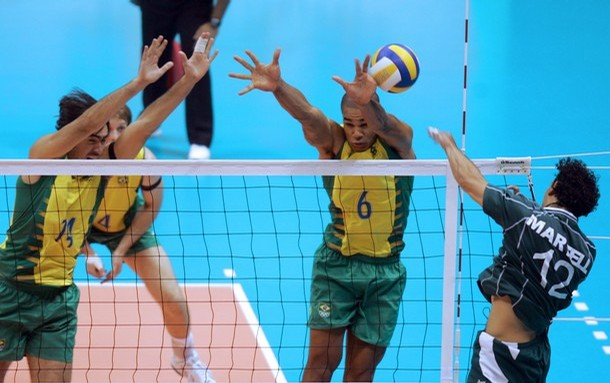
ساموئل فوکس (پیراهن شماره ۶) - ۲۰۰۷

ساموئل فوکس (به پرتغالی: Samuel Fuchs) (زاده ۴ مارس ۱۹۸۴) بازیکن والیبال اهل برزیل که از سال ۲۰۰۵ تا ۲۰۰۸ عضو تیم ملی والیبال برزیل بود.
ساموئل به همراه تیم ملی برزیل به مدال نقره بازی های المپیک تابستانی ۲۰۰۸ رسید. فوکس در رده باشگاهی سابقه بازی در تیم های میناس تنیس، پلاتانروس کوروزال، لوکوموتیو بلگوری، اولبرا، ساداکروزیرو و منیناس تنیس را در کارنامه خود دارد.